# 탄성 영상
탄성 영상은 연조직의 탄성을 영상으로 나타내는 기법이다. 초음파 탄성 영상 및 자기 공명 탄성 영상 등으로 나뉜다.

## 초음파 탄성 영상
최초의 탄성 영상은 초음파 영상을 통해 구현되었고, 이후 많은 탄성 영상 기법이 개발되었다.

### 순간 탄성 영상
순간 탄성 영상은 조직에 순간적으로 기계적인 변형력을 가해 조직이 변형된 정도를 통해 조직의 탄성 도를 영상화하는 기술이다. 프로브에 모터로 움직이는 진동자를 부착해 조직에 전단 파동을 일으키고, 여기서 일어난 변화를 도플러 영상에 주로 이용하는 펄스파 초음파 영상 기법으로 관측한다. 대표적인 예로 간경변을 진단하기 위해 이용하는 경우가 있다.

### 조직 변형 영상
조직 변형 영상은 고해상도 선형 프로브를 이용해 탄성 영상을 얻는 기법으로, 유방암 진단에서 효용성이 크다는 연구가 있다.

### 음향 방사압 임펄스 영상
음향 복사력 충격 영상은 순간 탄성 영상이 모터로 된 진동기를 이용해 변형력을 인가하는 것과는 달리, 음파의 진행방향으로 압력이 인가되는 특성을 이용해 별도의 진동기 없이 탄성 영상을 얻는 기술이다. 기존의 초음파 신호 이외에 별도로 조직 변형을 위한 초음파 신호(밀기 빔)를 발사해 변형을 일으키고, 그 변형의 정도를 측정한다.

### 수퍼소닉 전단 영상
수퍼소닉 전단 영상은 유방, 갑상선, 간, 전립선 및 근골격계 영상에서 유용하다는 보고가 있다.

## 참고 문헌
1. ↑  Gomez-Dominguez E; E Chanteloup; J Vergniol; L Castéra; B Le Bail; X Adhoute; J Bertet; P Couzigou; V de Lédinghen (2006). “Diagnosis of cirrhosis by transient elastography (FibroScan): a prospective study”. 《Aliment Pharmacol Ther》 24 (3): 513–518. doi:10.1136/gut.2005.069153.
2. ↑  Ganne-Carrié N; Ziol M; de Ledinghen V;  외. (2006). “Accuracy of liver stiffness measurement for the diagnosis of cirrhosis in patients with chronic liver diseases”. 《Hepatology》 44 (6): 1511–7. doi:10.1002/hep.21420. PMID 17133503.
3. ↑  Shear wave elastography for breast masses is highly reproducible. Cosgrove DO, Berg WA, Doré CJ, Skyba DM, Henry JP, Gay J, Cohen-Bacrie C; the BE1 Study Group. Eur Radiol. 2011 Dec 31.
4. ↑  Palmeri, ML; Wang, MH; Dahl, JJ; Frinkley, KD; Nightingale, KR (2008). “Quantifying Hepatic Shear Modulus In Vivo Using Acoustic Radiation Force”. 《Ultrasound in medicine & biology》 34 (4): 546–58. doi:10.1016/j.ultrasmedbio.2007.10.009. PMC 2362504. PMID 18222031.
5. ↑  “Liver Fibrosis Quantification”. 2010년 3월 25일에 원본 문서에서 보존된 문서. 2014년 4월 4일에 확인함.
6. ↑  http://radiology.rsna.org/content/256/2/640.abstract
7. ↑  Supersonic Shear Imaging: A New Technique for Soft Tissue Elasticity Mapping. Bercoff J. et al., IEEE Transactions on Ultrasonics, Ferroelectrics, and Frequency Control, Vol. 51, No. 4, April     2004.
8. ↑  Acoustoelasticity in soft solids:     Assessment of the nonlinear shear modulus with the acoustic radiation     force, J.-L. Gennisson,a M. Rénier, S. Catheline, C. Barrière, J. Bercoff,   M. Tanter, and M. Fink, J. Acoust. Soc. Am. 122 [1]6, December 2007
9. ↑  http://www.supersonicimagine.com